# Karbach, Bayern
Karbach är en köping (Markt) i Landkreis Main-Spessart i Regierungsbezirk Unterfranken i förbundslandet Bayern i Tyskland.
Köpingen ingår i kommunalförbundet Marktheidenfeld tillsammans med staden Rothenfels och kommunerna Birkenfeld, Bischbrunn, Erlenbach bei Marktheidenfeld, Esselbach, Hafenlohr, Roden och Urspringen.